# Милош Кривокапић
Милош Андров Кривокапић (Бати, Цуце, 1819 — Риђани, 25. новембар 1907, по јулијанском календару 12. новембра) био је црногорски војвода из племена Цуце.

## Живот
Отац му је био Андро Шуњов, а мајка Роса Пејовић. Од малих ногу се учио четовању. Истиче се у борбама са корјеничким Турцима, и у борбама на Грахову 1838 — 1843. Тих година га је Његош примио у перјанике. 1852 књаз Данило га је именовао за капетана цуцког племена, а годину дана касније за цуцког сердара и сенатора црногорског. Један је од свједока Похаре Куча гдје је од гњева Црногораца и војводе Мирка, спасио живот једном дјетету. За разлику од Мирка Петровића, имао је цивилизованији однос према овом брђанском племену. Учествовао је у бици на Граховцу 1. маја 1858. године, када је предводио цуцки батаљон као сердар, а послије битке је добио чин војводе. Том приликом је добио нож Узун Мирка који је првобитно купио Иво Радоњић, а онда га је књаз Данило откупио за 120 талијера у злату и предао Милошу. У бици на Граховцу црногорска војска је узмицала пред Турцима и војвода Милош је сјео на камен и рекао: Ајте збогом и кажите да сте ме овдје оставили. Тада се његова војска распали и почини чуда од јунаштва. Због те побједе на Спасовдан, Црна Гора се знатно проширила на простор Херцеговине.  Био је побратим са Јолом Пилетићем. Умро у 88. години живота и сахрањен је код Никшића у Риђанима.
Глас Црногорца је поводом његове смрти објавио похвални текст о покојнику, у којем је између осталога наведено: Рођен и одњегован у сиромашној, али јуначкој задрузи - војвода се Милош из младих година дао на изучавање оне сурове четничке школе, која је у његовој отаџбини осигуравала опстанак, која је његову отаџбину и стављала као жижу, као кулу свјетиљку унакрст раскомаданог Српства... На сахрани му је почасни говор држао Мијушко Мијушковић, а између осталога је рекао: Ти си онај јунак који је витешки послужио три црногорска Господара, првог Господара Петра II Петровића Његоша и генија српског... А на Гарховцу послужио си муњовиту круну и оштру сабљу српског витеза и црногорског Господара Књаза Данила. Сахрањен је о државном трошку. На сахрани је био принц Мирко Петровић, а његовог оца, књаза Николу је  заступао Новак Рамов Јововић.

## Породица
Имао је супругу Радушу, сина Драгу, кћери Маре, Ружицу и Милосаву и брата Јанка. 1907. године имао је 15 унучади: Божу, Мату, Милутина, Ђуру, Марка, Јову, Блажу, Владу, Божу, Душана, Добрану, Стану, Петрану, Милицу и Златану. Потомство му се данас углавном налази у Никшићу, Бару и Београду.

## Одликовања
Милош Кривокапић је добио неколико одликовања за своје војне заслуге и јунаштво.
- Данилов крст, одликовање књаза Данила
- Орден Свете Ане, одликовање руског цара Александра II
- Крст Франца Јозефа другог реда, одликовање аустроугарског цара Франца Јозефа
- Султанова звијезда
- Обилића медаља
- Медаља за храброст
- Медаља за јунаштво
- Мач Узун Мирка Апостоловића

## Галерија
- Гроб Милоша Кривокапића у Риђанима код цркве Светог Николе